# Live ?!*@ Like a Suicide
A Live ?!*@ Like a Suicide a Guns N’ Roses amerikai hard rock-zenekar négy számos EP-je, ami 1986. december 16-án jelent meg, az UZI Suicide kiadásában. (Állítólag ez volt a zenekar saját kiadója, bár az UZI Suicide a Geffen Records egyik al-kiadója). Mikor a tagok az EP-ről beszélgettek, egyszerűen csak Live Like a Suicide-nak nevezték. Magát a felvételt korlátozott 10 000 darabos példányszámban adták ki, vinyl és kazetta formátumokban. Eredetileg a dalokat nem élőben vették fel, a közönség hangjait csak később keverték alá a felvételekhez. (erre utal a cím: Live?! Like A Suicide - Élő?! Mint egy öngyilkosság...) Eredetileg egy régi dal, a "Shadow of Your Love" is felkerült volna az EP-re, ám ezt a tervet elvetették. 1988-ban újra megjelentették a Live ?!*@ Like a Suicide-ot, a G N’ R Lies albumon, amire további négy dal is felkerült.

## Borító
A lemezborítón a zenekar két tagja Duff McKagan és Axl Rose látható (balról jobbra), egy korai Guns N' Roses logóval, amit Slash tervezett. A kép szintén megtalálható a G N' R Lies belső borítójában.

## Információ a dalokról
A négy dalt a zenekar demo felvételeiből választottak ki: két feldolgozást és két eredeti szerzeményt. Az EP-n hallható dalok mindegyikében közönség kiáltások hallhatóak, de a dalokat valójában stúdióban vették fel.
A "Reckless Life" az EP nyitó dala, az elején Slash kezd egy mondattal: "Hey fuckers, suck on Guns N' Fuckin' Roses!" Ezt a dalt eredetileg Axl Rose és Izzy Stradlin írta, még a Hollywood Rose időszakában, később felkerült a The Roots of Guns N' Roses albumra is.
A "Nice Boys" eredetileg egy Rose Tattoo dal feldolgozása. A "Move to the City" az EP harmadik dala, mely klasszikus rock ihletésű. A "Mama Kin" az Aerosmith zenekar dalának feldolgozása, azé az együttesé mely a legnagyobb hatást gyakorolta a Guns N' Roses zenéjére.

## Dalok listája
1. "Reckless Life" (Axl Rose, Izzy Stradlin, Slash) - 3:20
2. "Nice Boys" (Rose Tattoo) - 3:03
  - Rose Tattoo feldolgozás
3. "Move to the City" (Stradlin, Del James, Chris Weber) - 3:42
4. "Mama Kin" (Steven Tyler) - 3:57
  - Aerosmith feldolgozás